# Bryum densifolium
Bryum densifolium là một loài Rêu trong họ Bryaceae. Loài này được Brid. mô tả khoa học đầu tiên năm 1827.